# قلعه و خانه روستای خرم ده
قلعه و خانه روستای خرم ده مربوط به دوره قاجار است و در شهرستان دماوند، روستای خرم ده واقع شده و این اثر در تاریخ ۹ اردیبهشت ۱۳۸۲ با شمارهٔ ثبت ۸۵۲۲ به‌عنوان یکی از آثار ملی ایران به ثبت رسیده است.